# Cymodocea
Genre
Classification APG II (2003)
Cymodocea est un genre d'herbes marines, plantes monocotylédones sous-marines de la famille des Cymodoceaceae.

## Étymologie
Le nom générique Cymodocea dérive du grec « Cymodocée » (divinité marine qui fait partie des Néréides), pour qualifier une plante qui vit dans la mer.

## Caractéristiques générales
Ce sont des plantes marines herbacées, vivaces, appartenant à la famille des Cymodoceaceae, dont les caractères distinctifs sont les suivants :
- Feuilles en forme de ruban, portant une gaine à leur base, une ligule à la jonction de la gaine et du limbe et dotées d'un grand nombre de cellules à tanin,
- Tige portant des feuilles à chaque nœud du rhizome,
- Nervures foliaires longitudinales au nombre de 7 à 17.

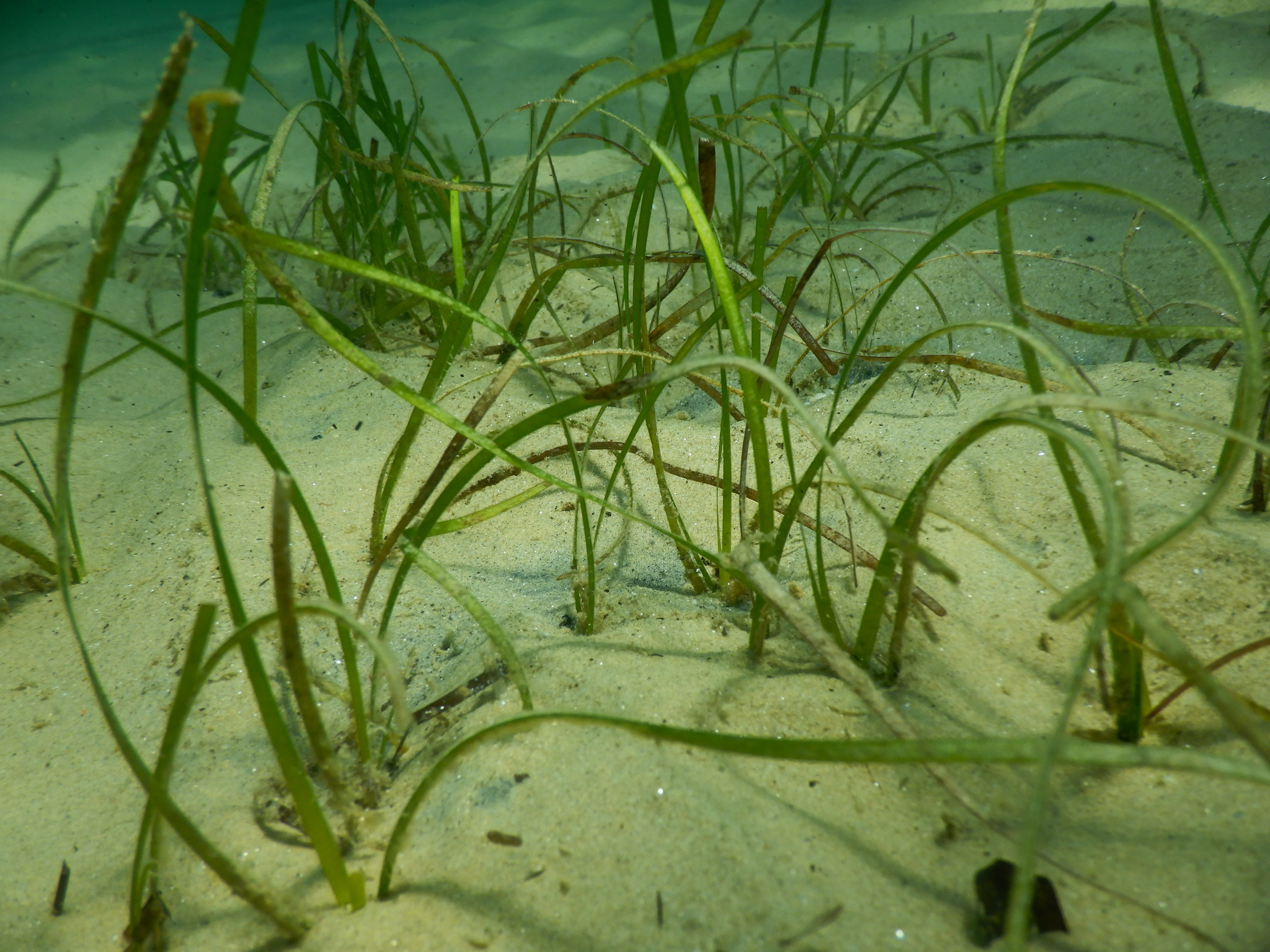
Cymodocea nodosa
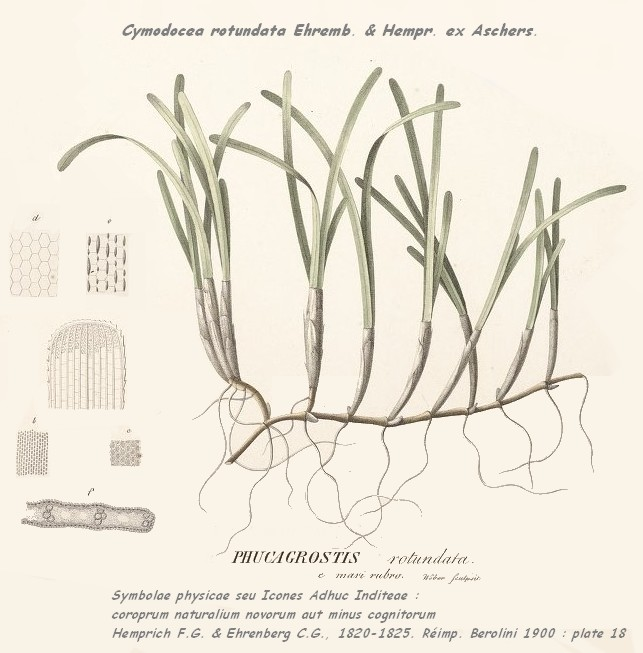
Cymodocea rotundata

## Liste d'espèces

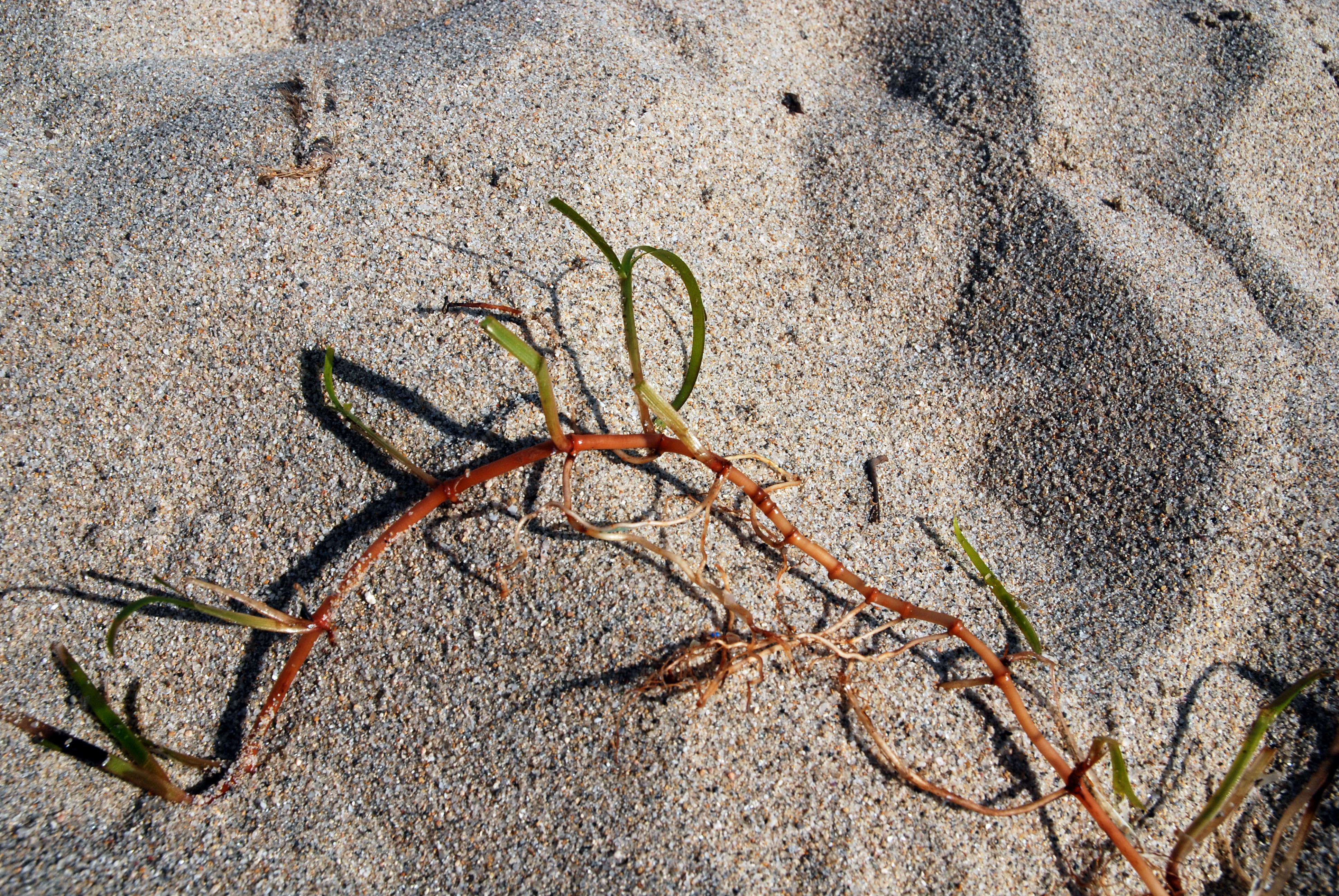
Cymodocea nodosa

Sont actuellement acceptées dans ce genre :
| Selon ITIS et The Plant List (26 février 2017) : - Cymodocea angustata Ostenf., 1916 - Cymodocea nodosa (Ucria) Asch., 1867 - Cymodocea rotundata Ehrenb. & Hempr. ex Aschers., 1870 - Cymodocea serrulata (R.Br.) Asch. & Magnus, 1870 | Selon AlgaeBase et WoRMS : - Cymodocea angustata Ostenf., 1916 - Cymodocea isoetifolia Aschers., 1867 - Cymodocea nodosa (Ucria) Aschers, 1869 - Cymodocea rotundata Ehr.. & Hempr. ex Aschers., 1870 - Cymodocea serrulata (R. Br.) Aschers. & Magnus, 1870 |

## Distribution
Le genre Cymodocea est localisé dans l'ouest de l'Afrique, en Méditerranée, sur la côte est de l'Afrique (notamment mer Rouge et Madagascar), sur les côtes sud asiatiques (sud Malaisie, Indonésie...) et sur les côtes nord et nord-est de l'Australie. Le genre est aussi signalé sur certaines stations des côtes ouest de l'Australie.

Cymodocea nodosa, espèce de Méditerranée et de la côte ouest de l'Afrique, est considérée comme en limite d'extension méridionale dans les îles Canaries.

Cymodocea angustata est une espèce endémique des côtes ouest de l'Australie.

Cymodocea rotundata est répartie en mer Rouge, en océan Indien et dans l'ouest de l'océan Pacifique.

Cymodocea serrulata est une espèce des côtes est africaine (Somalie, Kenya, Tanzanie), de l'océan Indien et de l'ouest de l'océan Pacifique.

Cymodocea isoetifolia est une espèce controversée.

## Synonymie
- Cymodocea nodosa
  - Cymodocea aequorea K.D.Koenig, 1806
  - Cymodocea major (Willd.) Grande, 1920
  - Cymodocea preauxiana' Webb & Berthel., 1845
  - Cymodocea webbiana A.Juss., 1839
  - Kernera nodosa (Ucria) Schult. & Schult.F., 1829
  - Phucagrostis major Theophr. ex Cavolini, 1792
  - Phucagrostis major Willd., 1806
  - Phucagrostis nodosa (Ucria) Kuntze, 1891
  - Zostera mediterranea DC., 1805
  - Zostera nodosa Ucria, 1793
  - Zostera serrulata Targ.Tozz., 1826
- Cymodocea rotundata
  - Phucagrostis rotundata Ehrenb. & Hempr., 1900
- Cymodocea serrulata
  - Caulinia serrulata R.Br., 1810
  - Cymodocea acaulis Peter, 1928
  - Cymodocea asiatica Makino, 1912
  - Kernera serrulata (R.Br.) Schult. & Schult.F., 1829 
  - Phucagrostis serrulata (R.Br.) Kuntze, 1891
  - Posidonia serrulata (R.Br.) Spreng., 1824
  - Thalassia reptans Sol. ex Graebn., 1907